# Queensboro Bridge
Queensboro Bridge, též známý jako 59th Street Bridge (zejména před 2. světovou válkou), je ocelový most přes řeku East River v New York City, dokončený v roce 1909 a otevřený 30. března 1909. Spojuje Long Island City ve čtvrti Queens s Manhattanem, přičemž překračuje ostrov Roosevelt Island.
Most je dlouhý 1 135,08 metrů.